# Drôle de couple 2
Pour les articles homonymes, voir The Odd Couple.
Série
Drôle de couple
(1968)
Pour plus de détails, voir Fiche technique et Distribution.
Drôle de couple 2 (The Odd Couple II) est un film américain réalisé par Howard Deutch, sorti en 1998. Il est la suite de Drôle de couple sorti trente ans auparavant, en 1968, avec les mêmes acteurs principaux.

## Synopsis
Oscar Madison et Felix Ungar ne se sont plus vus depuis 17 ans. À présent, leurs enfants respectifs, Brucey Madison et Hannah Ungar, qui résident en Californie, vont célébrer leur mariage auquel les deux amis vont évidemment se rendre. Oscar fait le voyage depuis sa résidence de retraité en Floride et Felix depuis Manhattan. Ils se rencontrent à l'aéroport de Los Angeles d'où ils comptent se rendre à San Malino, localité où aura lieu la cérémonie, avec une voiture de location. Mais, dès leur rencontre un peu trop passionnée à l'aéroport, Felix se foule la cheville : c'est le début d'une longue série de catastrophes et de maladresses…
Lorsque les deux compères se disputent sur le bord de la route, leur voiture dévale une pente et explose. Ils tentent donc leur chance en faisant de l'auto-stop. Une camionnette chargée de fruits conduite par un mexicain les emmène, mais lors d'un barrage de police, ils se rendent compte qu'ils transportaient également des immigrants clandestins. Felix et Oscar se retrouvent dans la prison du shérif local. Innocentés rapidement, ils continuent leur périple le lendemain avec un monsieur âgé qui les a invité à bord de sa Rolls-Royce de collection. Malheureusement, celui-ci meurt subitement au volant de sa voiture durant le trajet et les deux amis, à nouveau suspectés à tort, se retrouvent une nouvelle fois dans le bureau du shérif local. Et, après avoir flirté avec deux rockeuses et avoir fait involontairement la connaissance avec les petits amis de celles-ci, Felix et Oscar se retrouvent une nouvelle fois chez le même shérif à bout de nerfs. Las, celui-ci les fait escorter jusqu'à leur destination finale où ils retrouvent enfin les leurs…

## Fiche technique
- Titre français: Drôle de couple 2
- Titre original : The Odd couple II
- Réalisation : Howard Deutch
- Scénario : Neil Simon
- Musique : Alan Silvestri
- Photographie : Jamie Anderson
- Montage : Seth Flaum
- Production : Robert W. Cort (en), David Madden & Neil Simon
- Sociétés de production : Paramount Pictures & Cort/Madden Productions
- Société de distribution : Paramount Pictures
- Pays :  États-Unis
- Langue : Anglais
- Format : Couleur - Dolby Digital - 35 mm - 2.35:1
- Genre : Comédie
- Durée : 97 min
- Date de sortie en salle en France : 2 décembre 1998

## Distribution
- Walter Matthau (VF : André Valmy ; VQ : Yves Massicotte) : Oscar Madison
- Jack Lemmon (VF : Serge Lhorca ; VQ : Hubert Fielden) : Felix Ungar
- Richard Riehle (VQ : Hubert Gagnon) : le chef de la police
- Christine Baranski (VF : Juliette Degenne ; VQ : Élise Bertrand) : Thelma
- Jean Smart (VF : Kelvine Dumour) : Holly
- Jonathan Silverman (VF : Patrick Mancini ; VQ : Gilbert Lachance) : Brucey Madison
- Mary Beth Peil (VF : Monique Nevers ; VQ : Élizabeth Lesieur) : Felice
- Lou Cutell (VF : Pierre Baton ; VQ : André Montmorency) : Abe
- Lisa Waltz (VF : Léa Gabriele) : Hannah Ungar
- Jay O. Sanders (VF : Patrick Laplace ; VQ : Éric Gaudry) : Leroy
- Rex Linn (VF : Marc Alfos ; VQ : Benoit Rousseau) : JayJay
- Barnard Hughes (VQ : Claude Préfontaine) : Beaumont
- Doris Belack : Blanche Madison Povitch
- Rebecca Schull : Wanda
- Joaquín Martínez (VF : Michel Tugot-Doris) : le chauffeur du camion
- Peter Renaday (VF : Serge Blumenthal) : le juge de paix
- Amy Yasbeck : l'hôtesse de l'air

 Source et légende : version française (VF) sur RS Doublage et selon le carton du doublage télévisuel.
 Source et légende : version québécoise (VQ) sur Doublage.qc.ca

## Autour du film
Il s'agit de l'ultime complicité entre Walter Matthau († 2000) et Jack Lemmon († 2001) qui auront tourné neuf films ensemble sur une période de plus de 30 ans.

## Édition DVD
En France le film est sorti le 21 novembre 2002 chez Paramount. Il a été racheté par l'éditeur Lancaster Aventi Distribution et réédité le 2 février 2010.